# Émile Marguerin
Émile Marguerin, né le 14 octobre 1820 à Paris et mort le 4 octobre 1884 à Paris, est un professeur, éducateur et administrateur français, créateur de l'enseignement primaire supérieur à Paris.

## Biographie
Il est d'abord professeur d'histoire au collège Bourbon.
Il écrit dans Le Courrier français, quotidien libéral dont Émile Barrault est alors le rédacteur en chef, dans la Liberté de penser, revue fondée par Jules Simon et Amédée Jacques. 
En 1853, il prend la suite de Philibert Pompée à la tête de l'école Turgot, la première école primaire supérieure de Paris. C'est sous sa direction que l'école s'étend après 1866 vers la nouvelle rue de Turbigo, avec la construction des bâtiments formant l'actuel lycée Turgot (3e arrondissement). Suivent l'école Colbert (10e arrondissement) et l'école Jean-Baptiste-Say (16e arrondissement).
Il est inhumé au cimetière du Père-Lachaise,.
La municipalité a donné son nom à une voie du 14e arrondissement, la rue Marguerin.

## Ouvrages
- La Hongrie, Paris, Joubert, 1848, 32 p[3].
- Avec Gustave Hubault, Cadres d'histoire de France, Paris, Dezobry et E. Magdeleine, 1850, II-188 p.